# جورج غوردون
جورج غوردون (بالإنجليزية: George Gordon, 2nd Earl of Huntly)‏ (و. 1455 – 1501 م) هو قاضي إسكتلندي، توفي عن عمر يناهز 46 عاماً.